# 漢普斯特德荒野

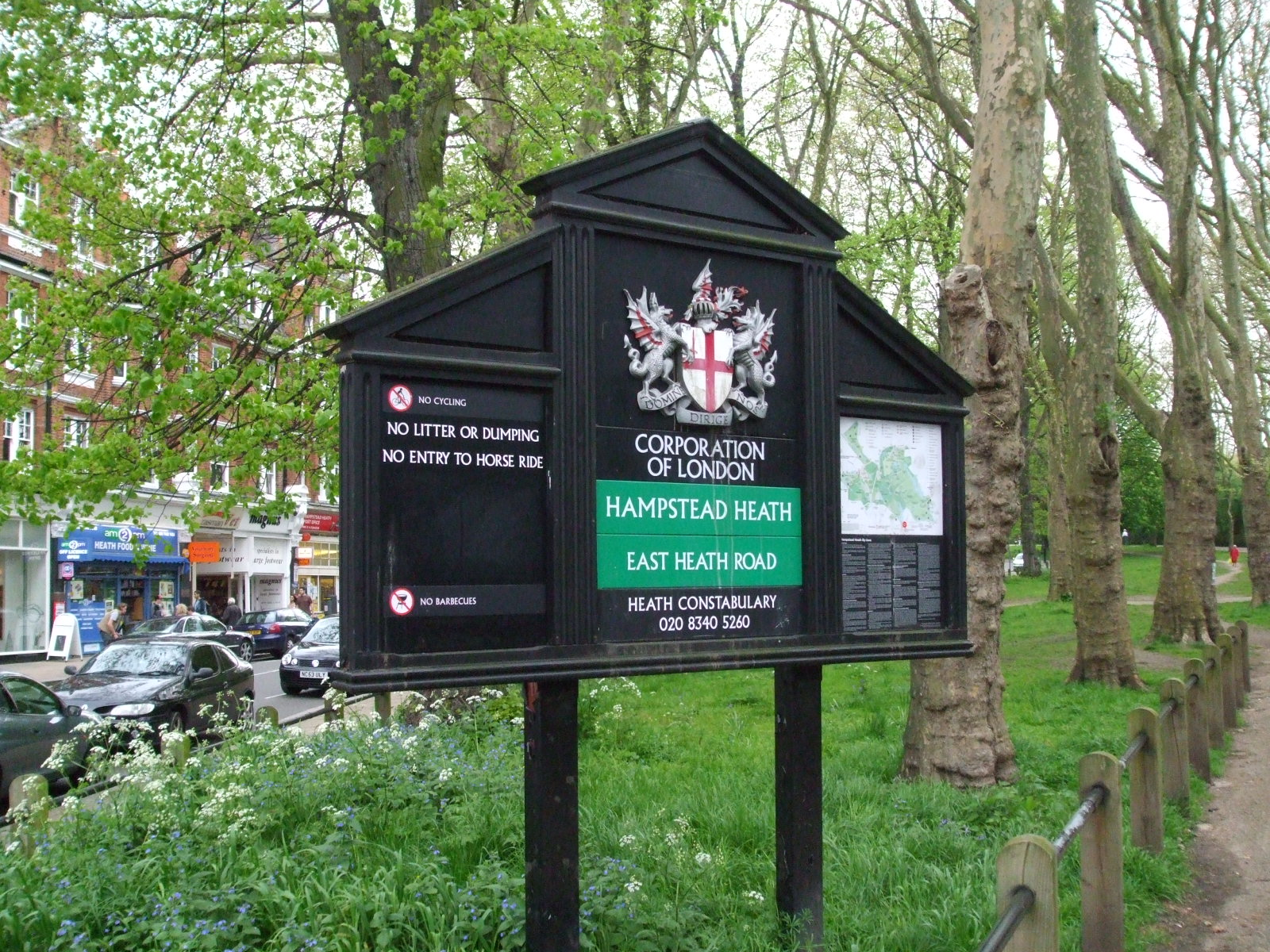
荒野西南

漢普斯特德荒野（英語：Hampstead Heath）是英国倫敦的一个公園，面積約320公頃（790英畝）。此地是倫敦粘土组上形成的沙丘，從漢普斯特德綿延至海格特公墓，是倫敦著名的自然景觀之一。

## 歷史

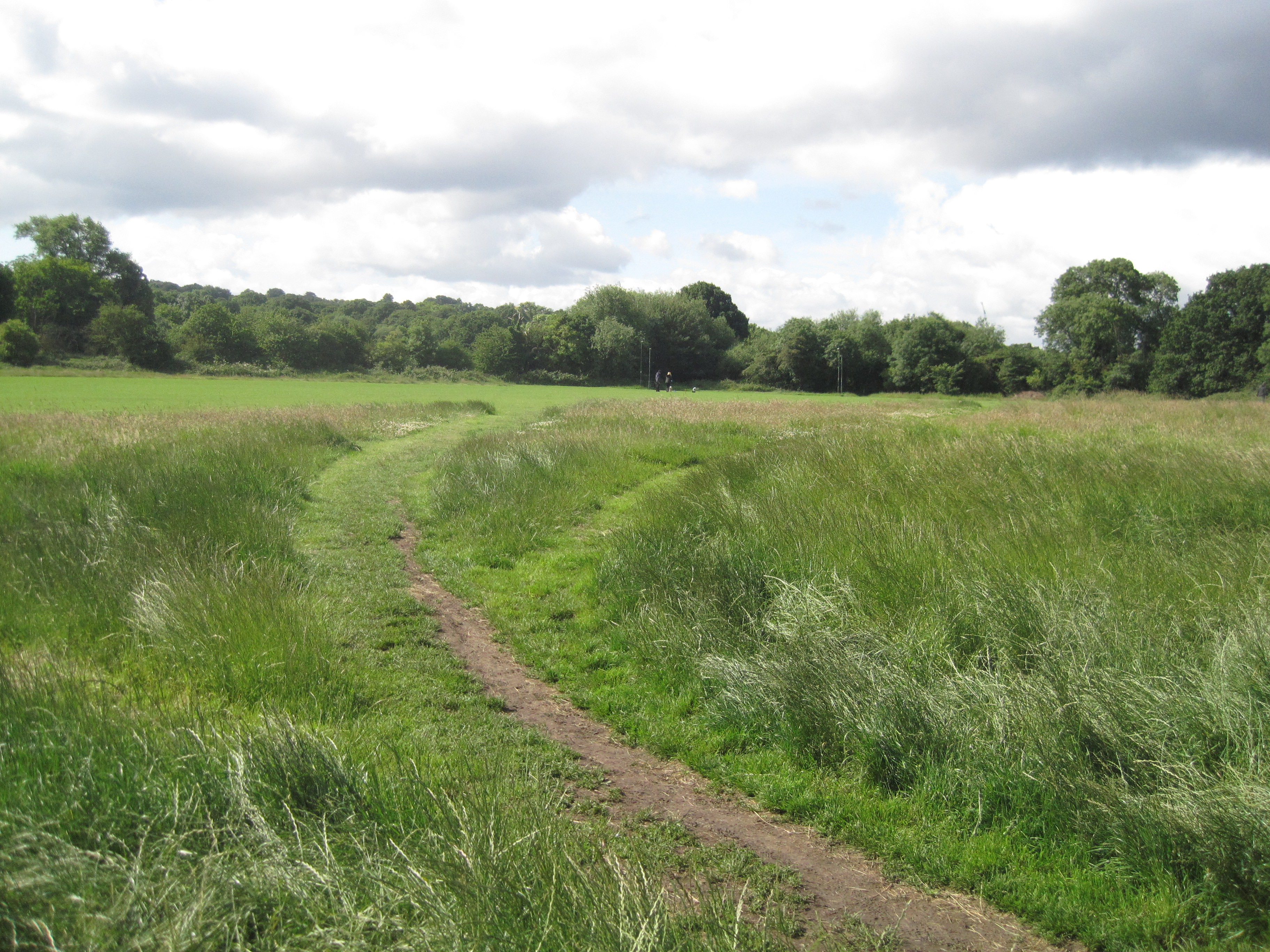
漢普斯特德荒野綿延向巴尼特

986年此地首次載入史冊，當時愛塞烈德二世將“Hemstede”5海德的土地賞給了他的僕人。1086年的末日審判書中也記載了相同的地名，当时这块土地属于威斯敏斯特教堂，但不久之後此地便改名為“Manor of Hampstead”。1133年威斯敏斯特教堂將此地讓給理查德·德·巴爾塔（Richard de Balta）。在亨利二世統治期間，整個地區属國王的男管家Alexander de Barentyn。19世紀都會工作委員會獲得了相當一部份土地所有權，不過直到1940年代此地都屬於私人領地，最終在威爾遜爵士（Sir Spencer Pocklington Maryon Wilson）手中喪失了土地所有權，但其上的地產依舊屬於第5代高夫子爵宣恩·高夫。
1989年起漢普斯特德荒野由倫敦市法團（倫敦市的行政機構）管理。
2025年，該地的Fuck Tree成為反尋歡爭議的焦點：部份民眾在附近標說「這裡不是尋歡場所......要約砲？同性戀是合法的，請用Grindr或Sniffies找房間」。抗議者則認為該標示「鼓舞恐同」、「散播錯誤的同性戀者形象」、或「對酷兒文化的攻擊」

## 地理
漢普斯特德荒野是一段處於倫敦粘土帶上的沙丘，東西走向，最高點海拔134（440英尺）。因為雨水很容易滲透上層的沙子，因此地面鬆軟。此外，漢普斯特德荒野是大倫敦最大的公共用地，其中受保護用地面積約144.93公頃（358.1英畝）。